# Φφ
1. REDIRECTION Phénolphtaléine